# El caça-recompenses (pel·lícula de 1954)
El caça-recompenses (títol original: The Bounty Hunter) és una pel·lícula western estatunidenca de 1954 dirigida per André De Toth i protagonitzada per Randolph Scott, Marie Windsor i Dolores Dorn. Va ser l'últim dels sis westerns de Randolph Scott amb De Toth i la primera pel·lícula que comptava amb un caça-recompenses com a heroi. Va ser estrenada per Warner Bros. i tot i ser filmada en 3-D, es va publicar en format estàndard, encara que hi ha una impressió en 3-D als arxius de Warner. Al començament de la pel·lícula s'utilitzen imatges d'arxiu de la pel·lícula de 1952 Carson City. Parts de la pel·lícula es van rodar a Califòrnia a Red Rock Canyon i el desert de Mojave. Està doblada al català.

## Argument
Un caça-recompenses, contractat per Pinkerton, rastreja 3 assassins i lladres de trens fins a una ciutat i troba una gran quantitat de sospitosos.

## Repartiment
- Randolph Scott com Jim Kipp
- Dolores Dorn com Julie Spencer
- Marie Windsor com Alice Williams
- Howard Petrie com Sheriff Brand
- Harry Antrim com Dr. Spencer
- Tyler MacDuff com Vance
- Ernest Borgnine com Rachin
- Dub Taylor com Danvers
- Fess Parker com el jove cowboy
- Archie R. Twitchell com Harrison